# Régis Ovion

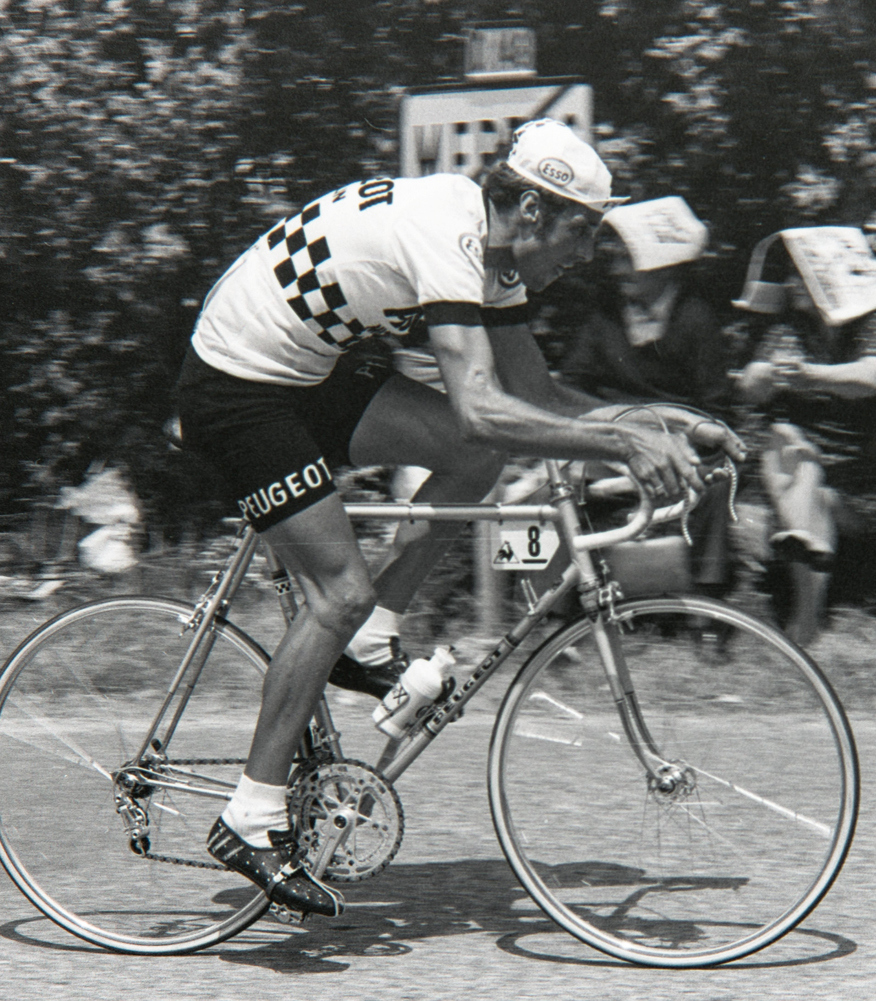
Régis Ovion in de Ronde van Frankrijk 1976

Régis Ovion (3 maart 1949) is een Frans voormalig wielrenner.

## Levensloop en carrière
Ovion werd prof in 1972. In 1971 was hij wereldkampioen geworden bij de amateurs. In datzelfde jaar won hij ook de Ronde van de Toekomst. In 1972 won hij de Ronde van de Sarthe en in 1978 Parijs-Bourges. Hij eindigde eenmaal in de top vijf in Luik-Bastenaken-Luik en eenmaal in de top tien van de Ronde van Frankrijk. Ovion nam acht keer deel aan de Ronde van Frankrijk.

## Resultaten in voornaamste wedstrijden
| Jaar | Ronde van Italië | Ronde van Frankrijk | Ronde van Spanje |
| ---- | ---------------- | ------------------- | ---------------- |
| 1973 |                  | 10e                 |                  |
| 1974 |                  | 34e                 | 15e              |
| 1975 |                  | 28e                 |                  |
| 1976 |                  | 28e                 |                  |
| 1977 |                  | 24e                 |                  |
| 1978 |                  | opgave              |                  |
| 1980 |                  | 15e                 |                  |
| 1981 |                  | 29e                 |                  |

| Jaar | Gent-Wevelgem |
| ---- | ------------- |
| 1973 | 21e           |
| 1974 | 36e           |
| 1975 |               |
| 1976 |               |
| 1977 |               |
| 1978 |               |
| 1980 |               |
| 1981 |               |